# V343 Normae
Désignations
V343 Normae, aussi nommé HD 139084, SKF 1501 ou encore WDS J15390-5742 AB, est un système stellaire triple hiérarchique membre du groupe mouvant de Beta Pictoris. Certaines études en font plutôt un membre du groupe des Pléiades, autrement appelé l'Association locale.
Il est situé à environ 40 pc (∼130 al) de la Terre dans la constellation de la Règle. La paire d'étoiles centrale est une binaire spectroscopique et visuelle constituée d'une naine orange (Aa) et d'une naine rouge (Ab). La troisième étoile (B), plus éloignée, est également une naine rouge.

## Le système

### V343 Normae A: la paire centrale
V343 Normae A est un système binaire aussi nommé V343 Normae AaAb d'après ses deux composantes. Les deux étoiles, V343 Normae Aa et V343 Normae Ab, forment une binaire spectroscopique d'une période de 4,5 ans, qui a été visuellement résolue grâce au Gemini Planet Imager (GPI).

#### V343 Normae Aa: l'étoile principale
V343 Normae Aa est une étoile naine orange de type spectral K0. Sa masse est estimée à 1,10 ± 0,10 masse solaire.

#### V343 Normae Ab: la seconde étoile
V343 Normae Ab est une étoile naine rouge de type spectral M moyen. Sa masse est estimée à 0,290 ± 0,018 masse solaire.

### V343 Normae B: le compagnon éloigné
V343 Normae B est une étoile naine rouge de type spectral M5. Elle se situe à 10 minutes d'arc de V343 Normae A.